# Самоволка (фільм, 1990)
«Самоволка» (англ. Lionheart, досл. — «Лев'яче серце») — американський бойовик Шелдона Летіча, випущений 1990 року.

## Сюжет
Ліон Готьє — солдат 13-ї напівбригади Французького іноземного легіону, знаходиться в Джибуті разом зі своєю частиною. Він отримує листа від своєї невістки Гелен, що його брата, який живе в Каліфорнії, намагалися вбити — Франсуа приторговував наркотиками і на одній угоді продавці замість кокаїну намагалися всучити йому цукор. Коли Франсуа виявив підміну, бандити побили його, облили бензином і підпалили. Із сильними опіками його доставили в лікарню, в маренні Франсуа повторював тільки ім'я брата Леона. Готьє просить про відпустку, для зустрічі з вмираючим братом, проте командування відмовляє йому і за непокору направляє в карцер. Ліон зважується тікати. Йому вдається сховатися в пустелі, дістатися до порту і влаштуватися на корабель кочегаром.
Висадившись у Нью-Йорку, Ліон шукає можливість заробити грошей на дорогу в Лос-Анджелес і хоча б на телефонний дзвінок. Він натрапляє на підпільний тоталізатор вуличних боїв, який організовує Джошуа. Ліон дуже ефектно виграє бій, після чого Джошуа вирішує показати його Синтії — підприємиці, також організаторці кулачних боїв, але на більш високому рівні — для заможних глядачів.
Ліон виграє бій, заробивши при цьому 5000 доларів, і разом з Джошуа вирушає до брата в Лос-Анджелес. Там, у лікарні, він дізнається, що його брат помер. Ліон знаходить Гелен з її донькою Ніколь. Вдова брата явно потребує допомоги, але відмовляється приймати її від Ліона.
Готьє змушений ховатися і, бажаючи допомогти родині брата, вирішує, що участь в підпільних боях — це його єдиний реальний спосіб заробити гроші. Він повертається до Синтії і бере участь в боях. Зароблені ним гроші Джошуа повинен регулярно передавати Гелені під видом страховки.
Тим часом, співробітники легіону наздоганяють дезертира і намагаються схопити і повернути в частину. Ліон намагається уникнути цього, і змушений вступити з ними в сутичку, після чого, зі зламаним ребром, знову вдається до втечі.
Незабаром у Ліона буде захопливий поєдинок з досвідченим бійцем Атіллою. В напруженому бою, в якому перемога вже, здавалося б, дісталася Атіллі, Ліону вдається зібратися на силі й перемогти його. Але бойовики Легіону знаходяться серед глядачів і після бою доставляють знесиленого Готьє в його квартиру. Вони збираються відправити утікача назад в Північну Африку, дозволяють йому прийняти ванну і попрощатися з рідними. Потім ескорт від'їжджає, але за поворотом конвойні відпускають Готьє на знак поваги і визнання його права залишитися з рідними. Ліон повертається додому, де його зустрічають здивовані і обрадувані Гелен, Ніколь і Джошуа.

## У ролях
- Жан-Клод Ван Дамм — Ліон Готьє
- Гарісон Пейдж — Джошуа Елдрідж
- Дебора Ренард — Синтія
- Ліза Пелікан — Гелен Готьє
- Ешлі Джонсон — Ніколь Готьє
- Брайан Томпсон — Рассел
- Войо Горик — сержант Хартог
- Мішель Кіссі — Мустафа
- Джордж Макденіел — ад'ютант
- Ерік Карсон — доктор
- Еш Адамс — Франсуа Готьє
- Вільям Ті Амос — драг-дилер
- Роз Босли — медсестра
- Денніс Ракер — легіонер-ірландець
- Біллі Бленкс — легіонер-африканець
- Абдель Кіссі — Атілла
- Скотт Шпігель — Pool Fight Bookie
- Шелдон Леттіч (в титрах не вказаний) — робочий в доці